# Delivering Alien Invasive Species In Europe
Delivering Alien Invasive Species In Europe (DAISIE) ist eine öffentlich zugängliche Datenbank, in der europaweit Daten zu biologischen Invasionen gesammelt und der Allgemeinheit zur Verfügung gestellt werden. Die Informationen werden von einem internationalen Expertenteam zusammengestellt, das von einem Netzwerk europäischer Kooperationspartner unterstützt wird. Es wurde vom sechsten Forschungsrahmenprogramm der Europäischen Kommission finanziert.

## Ziele und Datenbestand
Hauptziel des DAISIE-Projektes war eine Inventur aller invasiven Arten in Europa als Grundlage zur Vorbeugung und Kontrolle von biologischen Invasionen. Zu den erfassten Arten sollten Informationen zu Ökologie, Habitat, Verbreitung, Auswirkungen und Management, Experten und Literaturverweisen zusammengestellt werden.
Zurzeit sind bei DAISIE über 12.100 gebietsfremde Arten in Europa erfasst. Daten können nach Region oder Name gesucht werden. Zu vielen Arten weist das Inventar nur relativ wenige Einträge auf, doch existieren für bekannte und weit verbreitete Arten umfassendere Datenbankeinträge und detaillierte Karten zum Stand bis etwa 2005.
Seit geraumer Zeit wird die Datenbank nicht mehr gepflegt. Als Nachfolger kann das von der Europäischen Kommission betriebene
Datensystem „European Alien Species Information Network“ (EASIN) mit dort 13.918 erfassten Arten (Stand Dezember 2020) betrachtet werden.

## „100 of the worst“
Anhand von 250 zur Verfügung stehenden regionalen Checklisten wurden „100 of the worst“ („100 der Schlimmsten“) invasiven gebietsfremden Arten identifiziert. Es handelt sich dabei um Tier-, Pflanzen- und Pilzarten, die jeweils einen erheblichen Einfluss auf biologische Vielfalt, Ökonomie und Gesundheit haben. Diese Auswahl auf europäischer Ebene ähnelt derjenigen der „100 of the World’s Worst Invasive Alien Species“, die global von der Invasive Species Specialist Group (ISSG) der Weltnaturschutzunion (International Union for Conservation of Nature and Natural Resources, IUCN) zusammengestellt wird.
Zu diesen „100 of the worst“ werden in Mitteleuropa beispielsweise der Götterbaum, die Ambrosiapflanze, die Kanadagans, die Pazifische Auster, die Dreiecksmuschel, die Wollhandkrabbe, der Waschbär, die Spätblühende Traubenkirsche, die Gemeine Robinie und der Verursacher des Ulmensterbens gezählt.